# آرکیداموس دوم

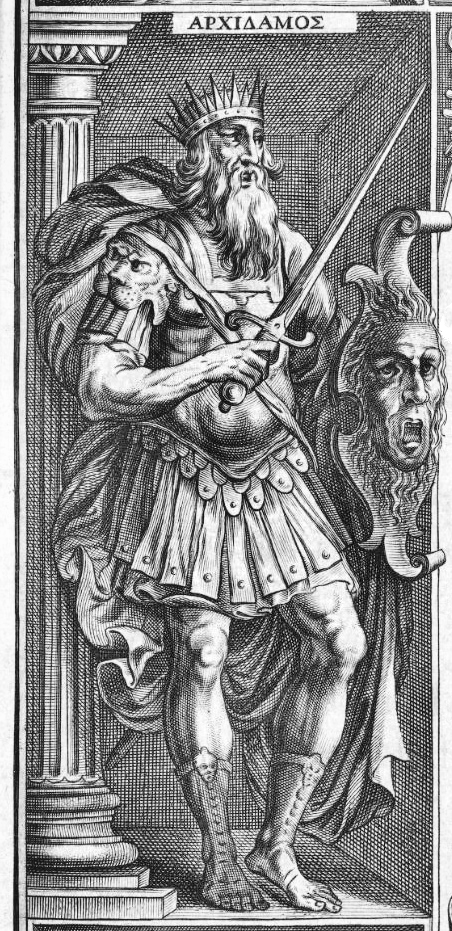
آرکیداموس دوم، چاپ بر چوب، ۱۶۲۹.

آرکیداموس دوم ( یونانی باستان: Ἀρχίδαμος Β΄) یک شاه اسپارتی از خاندان یوریپونتید بود که تقریباً از سال ۴۷۶ قبل از میلاد تا ۴۲۷ قبل از میلاد بر تخت نشست.او پسر زوکسیداموس بود (که توسط بسیاری از اسپارت‌ها سینوسکوس نامیده می‌شود). زوکسیداموس پیش از پدرش، لئوتیکیداس درگذشت.
پس از آنکه پسر و وارث تخت مرد، لئوتیکیداس با یوریدام، دختر دیاکتوریدس ازدواج كرد.اما آن‌ها هیچگاه صاحب فرزند پسری نشدند و تنها یک دختر به نام لامپیتو داشتند که او را به عقد نوه‌اش آرکیداموس در می‌آورد. حاصل ازدواج این آگیس دوم است. 